# Bittacus rossi
Bittacus rossi är en näbbsländeart som beskrevs av Jason Gilbert Hayden Londt 1977. Bittacus rossi ingår i släktet Bittacus och familjen styltsländor. Inga underarter finns listade i Catalogue of Life.